# Tibetský kalendář
Tibetský kalendář může mít čtyři podoby. První tzv. královský kalendář, kdy je rok 0 rokem 127 př. n. l. gregoriánského kalendáře, další datování může být to, které se používá na tibetských bankovkách, kdy rok 0 odpovídá roku 254 n. l. Další možný typ zápisu data u Tibeťanů je pomocí gregoriánského kalendáře a pomocí tradičního tibetského kalendáře zvaného rabčhung (རབ་བྱུང༌), který opakuje šedesátiletý cyklus.

## Rabčhung
Tento „klasický“ kalendář je lunisolární. Skládá se ze dvanácti nebo třinácti měsíců, kdy každý začíná i končí s novem. 13. měsíc je přidáván přibližně každé tři roky, takže průměrný tibetský rok se podobá tropickému roku. Tibetské měsíce nemají jména, označují se podle jejich pořadových čísel. Tibetský Nový rok se nazývá Losar (ལོ་གསར་).
Každý takový rok je spojen s některým s pěti elementů (prvků), jedním z dvanácti zvířat a mužským nebo ženským rokem. Následující tabulky ukazují nejdříve dvanáct zvířat a poté pět prvků:
| zajíc (ཡོས།) | drak (འབྲུག) | had (སྦྲུལ།) | kůň (རྟ།) | ovce (ལུག) | opice (སྤྲེལ།) | pták (བྱ།) | pes (ཁྱི།) | prase (ཕག) | myš (བྱི།) | vůl (གླང་།) | tygr (སྟག) |

| oheň (མེ།) | země (ས།) | železo (ལྕགས།) | voda (ཆུ།) | dřevo (ཤིང་།) |

Každý prvek je spojen se dvěma po sobě jdoucími roky. Takže například po mužském roku země a draka následuje ženský rok země a hada, další rok pak bude mužský rok železa a koně. Tyto kombinace se opakují po 60 let, než začne cyklus nový. Začíná se s ženským rokem ohně a zajíce. První takovýto cyklus začal v roce 1027 a roku 2005 odpovídal ženskému roku dřeva a ptáka 17. cyklu. Kalendář se každoročně sestavuje v klášterech, podle příznivosti některých dnů či měsíců se může stát, že nešťastný den/měsíc bude vypuštěn a naopak velmi příznivý den/měsíc se bude opakovat dvakrát. Proto má například rok 2013 13 měsíců.
| Tibetský rok | Od – do               | Znamení zvěrokruhu | Prvek  |
| ------------ | --------------------- | ------------------ | ------ |
| 2127         | 5.2.2000 – 22.2.2001  | drak               | železo |
| 2128         | 23.2.2001 – 11.2.2002 | had                | železo |
| 2129         | 12.2.2002 – 31.1.2003 | kůň                | voda   |
| 2130         | 1.2.2003 – 20.1.2004  | ovce               | voda   |
| 2131         | 21.1.2004 – 7.2.2005  | opice              | dřevo  |
| 2132         | 8.2.2005 – 28.1.2006  | pták               | dřevo  |
| 2133         | 29.1.2006 – 16.2.2007 | pes                | oheň   |
| 2134         | 17.2.2007 – 6.2.2008  | prase              | oheň   |
| 2135         | 7.2.2008 – 25.1.2009  | myš                | země   |
| 2136         | 26.1.2009 – 13.2.2010 | vůl                | země   |
| 2137         | 14.2.2010 – 4.3.2011  | tygr               | železo |
| 2138         | 5.3.2011 – 21.2.2012  | zajíc              | železo |
| 2139         | 22.2.2012 – 10.2.2013 | drak               | voda   |
| 2140         | 11.2.2013 – 1.3.2014  | had                | voda   |
| 2141         | 2.3.2014 – 18.2.2015  | kůň                | dřevo  |

## Dny v týdnu
Dny v týdnu jsou pojmenovány podle astronomických objektů:
| Den     | Tibetština (Wylie)          | Objekt  |
| ------- | --------------------------- | ------- |
| Neděle  | གཟའ་ཉི་མ་ (gza' nyi ma)      | Slunce  |
| Pondělí | གཟའ་ཟླ་བ་ (gza' zla ba)      | Měsíc   |
| Úterý   | གཟའ་མིག་དབར་ (gza' mig dmar) | Mars    |
| Středa  | གཟའ་ལྷག་པ་ (gza' lhak pa)    | Merkur  |
| Čtvrtek | གཟའ་ཕུར་པུ་ (gza' phur bu)    | Jupiter |
| Pátek   | གཟའ་པ་སངས་ (gza' pa sangs)  | Venuše  |
| Sobota  | གཟའ་སྤེན་པ་ (gza' spen pa)    | Saturn  |